# Лише одна ніч
Лише одна ніч (швед. En enda natt) — шведська романтична драма 1939 року режисера Густава Моландера з Інгрід Бергман, Едвіном Адольфсоном і Айно Таубе в головних ролях.
Бергман погодилася знятися у фільмі через те, що отримала головну роль у фільмі «Жіноче обличчя» у 1938 році.

## У ролях
- Інгрід Бергман — Єва Бекман
- Едвін Адольфсон — Вальдемар Моро
- Айно Таубе — Хельга Мортенссон
- Улоф Сандборг — Магнус фон Бреде
- Ерік «Буллен» Берглунд — Хагберг
- Маріанна Льофгрен — Роза
- Магнус Кестер — Олссон
- Рагна Бреда — місіс Крог (в титрах не указана)